# Ctenium
Ctenium es un género de plantas herbáceas perteneciente a la familia de las poáceas. Es originario de América tropical y subtropical y de África.

## Descripción
Son plantas perennes o anuales, cespitosas. Tallos erectos, los nudos glabros. Lígula una membrana; láminas lineares, aplanadas a convolutas, escabriúsculas, las superiores reducidas. Inflorescencia de espigas unilaterales recurvadas, las espigas solitarias (Mesoamérica), conjugadas o digitadas en el ápice del pedúnculo, las espiguillas subsésiles en 2 hileras alternas, pectinadas e imbricadas sobre un lado del raquis. Espiguillas comprimidas lateralmente; desarticulación solamente arriba de las glumas; glumas desiguales, la inferior más corta, 1-nervia, lanceolada, acuminada, hialina, glabra, la superior tan larga como la espiguilla, 2-3-nervia, con una arista oblicua desde el medio dorsal, los nervios laterales con una hilera conspicua de glándulas; flósculos 4 o 5, los 2 inferiores generalmente estériles y cada uno reducido a una lema, o raramente estaminados, el tercero bisexual, los superiores reducidos o estériles; lemas inferiores y lema fértil lanceoladas, membránaceas, generalmente cortamente aristadas; lema fértil 3-nervia, la arista subapical; pálea fértil casi tan larga como la lema fértil, 2-carinada, las quillas escabrosas o ciliadas; lemas superiores fuertemente ciliadas; lodículas 2; estambres 3; estigmas 2. Fruto una cariopsis ovoide; embrión de 1/2 la longitud de la cariopsis; hilo punteado.

## Taxonomía
El género fue descrito por Georg Wolfgang Franz Panzer y publicado en Ideen zu einer Künftigen Revision der Gattungen der Gräser Gräs. 38, 61. 1813. La especie tipo es: Ctenium carolinianum Panz.  
Etimología
Ctenium nombre genérico que deriva del griego ktenion (peine pequeño), aludiendo a la disposición de las espiguillas. 
Citología
El número cromosómico básico del género es x = 9, con números cromosómicos somáticos de 2n = 18, 36, 54 y 160, ya que hay especies diploides y una serie poliploide.

## Especies
- Ctenium americanum Spreng.
- Ctenium aromaticum (Walter) Alph. Wood
- Ctenium brachystachyum (Nees) Kunth
- Ctenium brevispicatum J.G. Sm.
- Ctenium camposum A. Chev.
- Ctenium canescens Benth.
- Ctenium chapadense (Trin.) Döll
- Ctenium cirrosum (Nees) Kunth
- Ctenium concinnum Nees
  - Ctenium concinnum var. concinnum
  - Ctenium concinnum var. indutum Pilg.
  - Ctenium concinnum var. minus Pilg.
- Ctenium concissum Swallen
- Ctenium elegans Kunth
- Ctenium floridanum (Hitchc.) Hitchc.
- Ctenium gangitum (L.) Druce
- Ctenium glandulosum Scribn. & J.G. Sm.
- Ctenium indicum Spreng.
- Ctenium ledermannii Pilg.
- Ctenium minus (Pilg.) Clayton
- Ctenium newtonii Hack.
- Ctenium nubicum De Not.
- Ctenium planifolium (J. Presl) Kunth
- Ctenium plumosum (Hitchc.) Swallen
- Ctenium polystachyum Balansa
- Ctenium rupestre J.A. Schmidt
- Ctenium schweinfurthii Pilg.
- Ctenium sechellense Baker
- Ctenium serpentinum Steud.
- Ctenium sesguiflorum Clayton
- Ctenium seychellarum Baker
- Ctenium somalense (Chiov.) Chiov.
- Ctenium trinii Ekman
- Ctenium villosum Berhaut